# 許特訥湖
47°11′0″N 8°40′30″E / 47.18333°N 8.67500°E

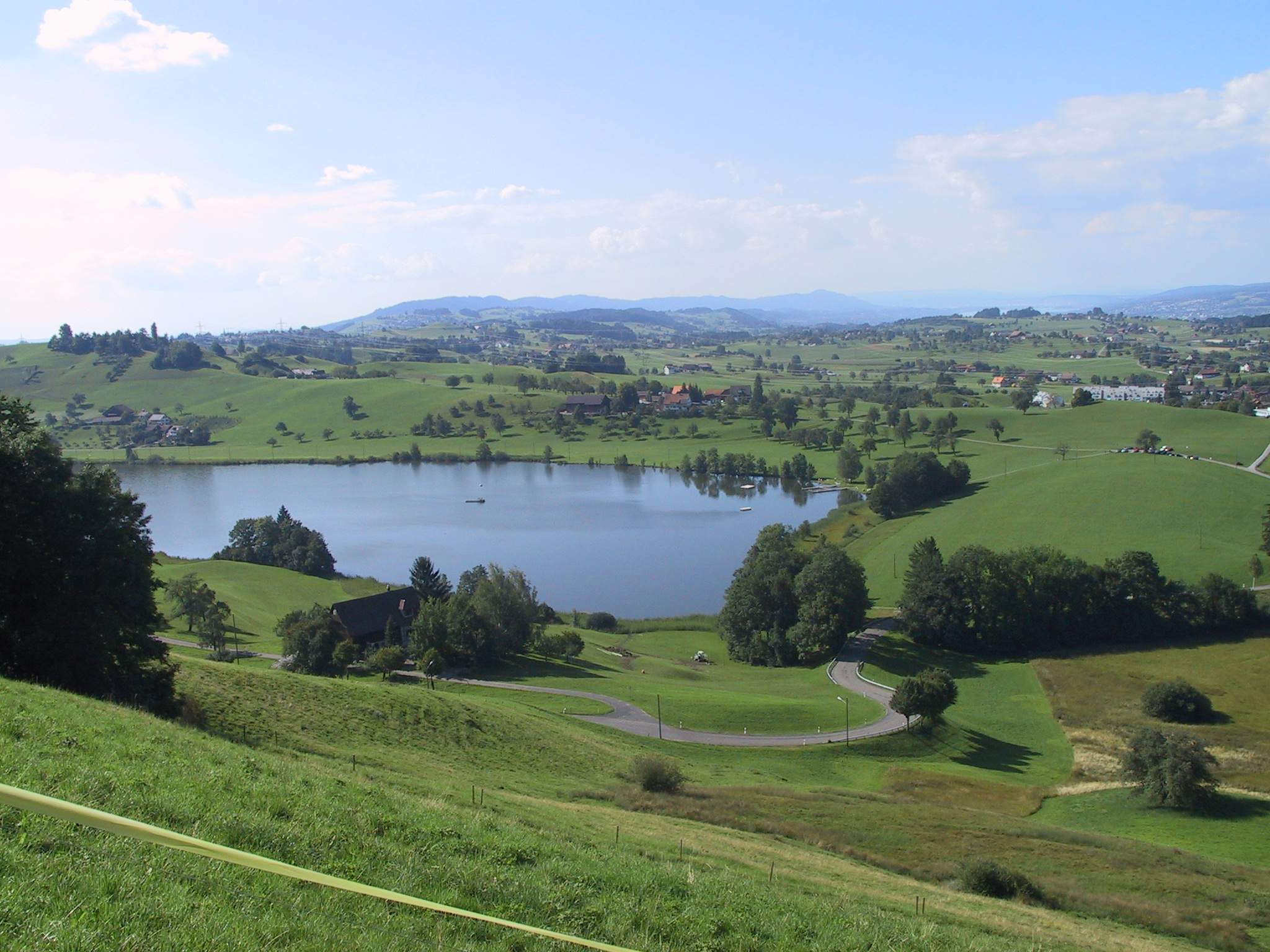

許特訥湖（Hüttnersee），是瑞士的湖泊，位於該國東北部，由蘇黎世州負責管轄，面積0.17平方公里，海拔高度658米，平均水深6.3米，最大水深13.3米，水體容量105萬立方米。